# Nikołaj Bigajew
Nikołaj Aleksandrowicz Bigajew, ros. Николай Александрович Бигаев (ur. w 1864 lub 1865 roku, zm. 25 marca 1951 w Monachium) – rosyjski wojskowy (pułkownik), działacz emigracyjny, publicysta i pisarz.
Był z pochodzenia Osetyjczykiem. Od 1885 roku służył w armii rosyjskiej. W 1887 roku awansował na podporucznika. Służył w straży przybocznej namiestnika Kaukazu grafa I. I. Woroncowa-Daszkowa. Od 1915 roku dowodził strażą przyboczną wielkiego księcia Nikołaja Nikołajewicza. Doszedł do stopnia pułkownika. W listopadzie 1917 roku wstąpił do nowo formowanych wojsk Białych generała Antona I. Denikina. W listopadzie 1920 roku wraz z pozostałymi wojskowymi został ewakuowany z Krymu do Gallipoli. Na emigracji zamieszkał w Czechosłowacji. Pisał artykuły w prasie emigracyjnej. W II połowie lat 30. został przewodniczącym czechosłowackiego 6 Oddziału Rosyjskiego Związku Ogólnowojskowego (ROWS). Jednocześnie działał w Kaukaskim Pobratymstwie. Po zajęciu Czechosłowacji przez wojska niemieckie na początku 1939 roku, współorganizował oddział Zjednoczenia Rosyjskich Związków Wojskowych w Protektoracie Czech i Moraw. Po zakończeniu wojny zamieszkał w Monachium. Napisał wspomnienia pt. „Poslednije namiestniki Kawkaza w swietie licznych wospominanij (1902-1917)”.